# Petropàvlovka (Baixkíria)
|  | Per a altres significats, vegeu «Petropàvlovka». |

Petropàvlovka (en rus: Петропавловка) és un poble de Baixkíria, a Rússia, que en el cens del 2010 tenia 14 habitants. Pertany al districte d'Arkhànguelskoie.